# A rock katonái
A rock katonái album az Ossian zenekar 1990-ben megjelent harmadik nagylemeze, melynek elkészítését tagcserék előzték meg. Ez az egyetlen Ossian-lemez, amin Nagyfi Zoltán dobol, és az első amin Vörös Gábor basszusgitározik. A felemás fogadtatású második album után, ezen az albumon az együttes valamelyest visszatért a bemutatkozó Acélszív nagylemez zenei és szövegi világához, de ezzel együtt néhány igazán keménykötésű dal is született, előre vetítve a következő anyag vadságát. A lemez címadó dala a mai napig koncertfavoritnak számít, a záró Heavy Metal születése pedig már az 1986-os első Ossian demón is hallható volt.
Az eredetileg csak kazettán és hanglemezen kapható albumot 2003-ban CD-n újra kiadták, bónusz videó klipekkel megtoldva, megújított hangzással és lemezborítóval.

## Dalok
1. A rock katonái – 4:38
2. Hiszek abban… – 3:55
3. Haragban a világgal – 3:50
4. Fémvirágok – 3:34
5. Öreg rocker – 3:11
6. A vérfarkas – 4:18
7. Éjféli lány – 4:19
8. Nem kell, hogy szeressék – 4:18
9. '67 (instrumentális) – 2:28
10. A Heavy Metal születése (koncert verzió) – 4:14

Bónusz videó klipek a 2003-as újrakiadáson
1. A rock katonái
2. Éjféli lány

## Zenekar
- Paksi Endre – ének
- Maróthy Zoltán – gitár, ének
- Vörös Gábor – basszusgitár
- Nagyfi Zoltán – dobok